# An Mám
An Mám (Engels: Maum of Maam (spelling wisselt)) is een plaats in de Gaeltacht in Connemara, in het Ierse graafschap Galway. De naam van dit dorp stamt van het Ierse mám wat een pas betekent.